# Strefa peryglacjalna
Strefa peryglacjalna – obszar charakteryzujący się bardzo niską temperaturą powietrza i małymi opadami, czego skutkiem jest obecność wieloletniej zmarzliny. Występuje m.in. na przedpolach lądolodu, przede wszystkim w północnych regionach Ameryki Północnej oraz Azji.
Pojęcie to wprowadzone zostało przez Walerego Łozińskiego i początkowo oznaczało obszary wokół lądolodów, dla których charakterystyczne jest wytwarzanie rumowisk skalnych pod wpływem wietrzenia mrozowego. Później przyjęto, że strefą peryglacjalną są niezlodowacone obszary z izotermą średniej rocznej temperatury poniżej –1°C, w których następuje rozwój i zanik lodu gruntowego. Obejmuje ona obszar wieloletniej zmarzliny, poza reliktową, która podlega wyłącznie degradacji oraz część obszarów górskich, głównie ponad pasem leśnym. Do tej strefy należą tundra oraz pustynia polarna poza obszarem lodu.
Ze względu na to, że w strefie tej występuje niewiele roślinności, procesy wietrzenia mrozowego, ale także solnego i termicznego są intensywne, czego skutkiem jest występowanie rumowisk skalnych, ostańców oraz pól blokowych i głazowych. Poza wietrzeniem występują w tych strefach grawitacyjne ruchy masowe, soliflukcja, a na stokach o dużym nachyleniu przy dużej wilgotności występują spływy błotne oraz osuwiska. Na terenach górskich procesy wietrzenia prowadzą do występowania stożków usypiskowych. Niewielka ilość roślinności i brak jej zwartości sprzyjają procesom eolicznym, co powoduje, że strefy peryglacjalne stają się głównym źródłem pyłu eolicznego.
Specyficzne dla tej strefy są także procesy fluwialne: występuje duża zmienność przepływów w skali roku, erozja termiczna brzegów rzek, co powoduje poszerzanie dna dolin, wezbrania rzek w okresie wiosennym, czemu sprzyjają zatory lodowe, depozycja i nadbudowa den dolinnych spowodowana nadmiernym dostarczaniem materiału ze stoków i dopływów.
Formy rzeźby peryglacjalnej występują także poza współczesną (holoceńską) strefą peryglacjalną ze względu na większe zasięgi lądolodu w dawnych okresach ochłodzenia klimatu (glacjały w epoce plejstocenu). Należą do nich pseudomorfozy po klinach lodowych, inwolucje, reliktowe grunty wzorzyste, reliktowe rumowiska skalne i skałki ostańcowe, osady i jęzory soliflukcyjne, zagłębienia z okalającymi wałami ziemnymi będące skutkiem degradacji pagórów pingo.